# Héroïde
Cet article concerne le genre littéraire. Pour l'œuvre éponyme d'Ovide, voir Héroïdes.

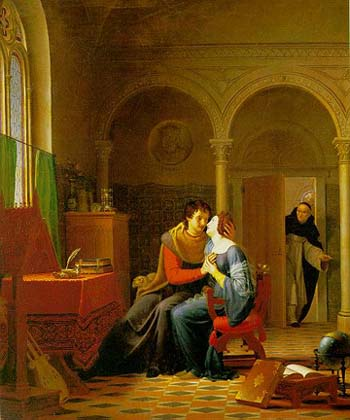
Les lettres d’Héloïse et Abélard ont fourni le sujet de plusieurs héroïdes.

Héroïde est un terme créé par le poète Colardeau pour désigner une épître en vers, composée sous le nom de quelque héros ou personnage fameux. Le terme dérive des Héroïdes d'Ovide.
L’héroïde est en quelque sorte une tragédie sous forme d’épître car il n’est pas absolument nécessaire que l’héroïde soit composée sous le nom d’un personnage fameux, et il ne suffit pas non plus qu’une épître le soit pour mériter ce titre. Ce qui constitue l’héroïde, c’est plutôt la nature du sujet qui doit être grave, triste, tenir à la fois du genre de l’épopée et de l’élégie. L’action dramatique est dans la pensée ; le récit remplace le dialogue et l’imagination du lecteur doit être assez vivement frappée pour reconstruire en elle-même le drame dont on ne lui offre qu’une image, pour suppléer à l’évidence du spectacle et se représenter les divers personnages après les impressions d’un seul.
Ainsi que le dit Marmontel : « Le poète est lui-même le décorateur et le machiniste ; non seulement il doit retracer dans ses vers le lieu de la scène, mais le tableau, le mouvement, la pantomime de l’action, en un mot, tout ce qui tomberait sous le sens si le poème était dramatique. » Faisant parler l’un des personnages du drame, le poète doit choisir celui qui joue le rôle le plus important, et lui faire exprimer tous les sentiments qui s’y rattachent, résumer en lui tout l’intérêt ainsi que toutes les conséquences de l’action.
C’est un genre de composition sévère qui exige un beau talent de poète et une grande puissance de style. Demandant à être traité avec une supériorité réelle car il ne supporte pas la médiocrité, le nombre des héroïdes conservées dans la littérature française est fort restreint. Les lettres d’Héloïse et d’Abélard ont fourni à Beauchamps, Colardeau et Dorat le sujet de plusieurs héroïdes, dont quelques-unes sont très remarquables. Barthe en a laissé une dans sa Lettre de l’abbé de Rancé. L’épître de Didon à Énée par Gilbert peut encore être citée, mais c’est à peu près tout ce que ce genre de poésie a produit dans la littérature française qui l’a plus particulièrement adopté.
L’héroïde est un genre depuis longtemps abandonné. Les écrivains modernes, en s’affranchissant des règles que l’ancienne poétique avait imposé à la poésie, ont en même temps renoncé à la plupart des modes didactiques employés autrefois. Héroïde, élégie, ode, dithyrambe, stances ont été mêlés, fondus ensemble dans la méditation ou la plainte, seule forme sous laquelle le poète a semblé pouvoir exprimer ses pensées.

## Source
- Artaud de Montor, Encyclopédie des gens du monde, v. 13, Paris, Treuttel et Würtz Treuttel et Würtz, 1840, p. 762-3.